# Калистен
Калистен (стгрч. ΚαλλισθενηςΚαλλισθενης; око 360. п. н. е. - 328. п. н. е.) - грчки историчар, хроничар похода Александра Великог.
Унук Аристотелове сестре Аримнесте. Син њене ћерке Геро. Рођен је у граду Олинту, који је био атинска колонија на полуострву Халкидики. Одгајио га је Аристотел, својевремено заједно са Александром Великим. Године 336. п. н. е. отишао је у Атину и пратио Александра током његовог похода на Исток. Својом искреношћу навукао је на себе немилост краља; био осумњичен за заверу и окован у ланце, у којима је и умро 328. п. н. е..
Теофраст је посветио књигу сећања на њега: „Калистен, или о тузи“. Из Калистенових историјских дела: „Хеленика“ (историја Грчке од 857. п. н. е. до 387. п. н. е., у 10 књига) и Историја светог рата са Фокиђанима (356. – 345. п. н. е.) – До овога је сачувано само неколико фрагмената. Феноменална „Историја Александра Великог“, која се налази под његовим именом у разним рукописима, дело је каснијег датума (вероватно 2. или 3. век). Фрагменти оригиналних Калистенових дела прикупљени су од Вестермана, «De Callisthene Olynthio et Pseudo Callisthene qui dicitur commentatio» (3 програма, Лптс., 1838-1842) и Геиера, у «Alexandri Magni historiarum scriptores» (Лптс.44, 1842). ), а заједно са Псеудо-Калистеном - код К. Милера у додатку Аријану (Пар., 1846).